# Podne
Podne (takođe sredina dana) je 12 sati danju, suprotno od ponoći.
Solarno podne je vreme kada Sunce dolazi u kontakt sa lokalnim nebeskim meridijanom. U ovo vreme Sunce dostiže svoju najvišu tačku na nebu, u 12 sati pod vedrim solarnim vremenom. Lokalno vreme solarnog podneva zavisi od geografske dužine i datuma.
U mnogim kulturama na severnoj hemisferi, podne je imalo drevne geografske asocijacije sa pravcem „jug” (kao što je imala ponoć sa „severom" u nekim kulturama). Ostaci od podne = južne asocijacije sačuvani su u rečima za podne na francuskom (Midi) i italijanskom (Mezzogiorno), od kojih se oba odnose i na južne delove tih zemalja. Savremeni ruski, poljski, beloruski, ukrajinski i srpski idu korak dalje, s rečima za podne (polden, poludni, južni, poluden, podne - doslovno „poludan”), što takođe znači „južno”, a reči za „ponoć” (połnoc, počnač, pivnič, pongoħ - doslovno „polu-noć”, kao sa engleskim srednjim (middle) s značenjem „pola”) takođe znači „sever”.

## Etimologija
Reč „podne” je izvedena iz latinskog nona hora, devetog sata u danu, i vezana je za liturgijski pojam „Nones”. Rimski i zapadnoevropski srednjovekovni monaški dan počinjao je u 6:00 sati (06:00) u ravnodnevnici po modernom merenju vremena, tako da je deveti sat počinjao u 15:00 sati. (15:00) u ravnodnevnici. Na engleskom, značenje reči se promenilo u podne, a vreme se postepeno pomerilo na 12:00 po lokalnom vremenu (tj. ne uzimajući u obzir savremeni izum vremenskih zona). Promena je počela u 12. veku i bila je ozvaničena u 14. veku.

## Solarno podne
Solarno podne (neformalno „visoko podne”) Pristupljeno 2016-12-19. je trenutak kada Sunce dolazi u kontakt sa posmatračevim meridijanom, dostižući svoj najviši položaj iznad horizonta tog dana (Sunčevo tranzitno vreme). Ovo je takođe poreklo termina pre podne (na engleskom a.m.) i posle podne (na engleskom p.m.), kao što je navedeno u nastavku. Sunce je direktno iznad Sunčevog podneva na Ekvatoru kad je ravnodnevnica u Tropu Raka (geografska širina 23° 26′12.4” N) za vreme junskog solsticija i na Tropiku Jarca (23° 26′12.4” S) za vreme decembarskog solsticija. Na severnoj hemisferi, severno od Tropa Raka, Sunce se nalazi južno od posmatrača u solarnom podnevu; na južnoj hemisferi, južno od Tropa Jarca,prema severu.
Proteklo vreme od lokalnog solarnog podneva jednog dana do sledećeg je tačno 24 sata na samo četiri slučaja u bilo kojoj datoj godini. Ovo se dešava kada se efekti Zemljine kosine ekliptike i njene orbitalne brzine oko Sunca međusobno nadoknađuju.
Pojavljuje se na samo jednoj određenoj liniji geografske dužine svaki put. Ova linija varira od godine do godine, pošto prava godina na Zemlji nije celobrojan broj dana. Vreme i lokacija događaja takođe variraju zbog Zemljine orbite koja je gravitacijski uznemirena od strane drugih planeta.
Ova četiri 24-časovna dana se dešavaju istovremeno u obe hemisfere. Tačna UTC vremena (koordinirana univerzalna vremena) za ova četiri dana takođe označavaju kada suprotna linija geografske dužine, 180° udaljena, doživljava tačno 24 sata od lokalne ponoći do lokalne ponoći sledećeg dana. Dakle, četiri velika različita kruga geografske dužine definišu iz godine u godinu kada se odvija 24-časovni dan (podne do podneva ili ponoć do ponoći).
Dva najduža vremenska razdoblja od podneva do podneva javljaju se dva puta godišnje, oko 20 juna (24 sata plus 13 sekundi) i 21. decembra (24 sata plus 30 sekundi).
Najkraći vremenski period se javlja dva puta godišnje, oko 25. marta (24 sata minus 18 sekundi) i 13. septembra (24 sata minus 22 sekunde).

## Nomenklatura
U SAD, podne se obično navodi na 12 sati post meridiem, a ponoć na 12 sati ante meridiem.Dok neki tvrde da je ta upotreba pogrešna bazirano na latinskom značenju(a.m.znači ante meridiem, dok p.m.znači post meridiem, značeći ,,pre podneva’’i ,,posle podneva’’),digitalni satovi nisu u stanju da prikažu bilo šta drugo, i mora se doneti proizvoljna odluka.
Raniji standard označavanja podneva kao „12M” ili „12m” (za „meridijane”), koji je naveden u Priručniku o stilu vladavine američkog GPO-a, pao je u relativnu nejasnoću; sadašnje izdanje GP-a ne pominje to 
Međutim, zbog nedostatka međunarodnog standarda, upotreba od 12 sati a.m. i 12 sati p.m. može biti zbunjujuće. Zajedničke alternativne metode predstavljanja ovih vremena su:
- Korišćenje 24-časovnog sata (00:00 i 12:00, 24:00; ali nikad 24:01)
- korišćenje "12 popodne" ili "12 u ponoć" (iako "12 u ponoć" još uvijek može predstavljati nejasnoće u vezi sa određenim datumom)
- da se odredi ponoć između dva uzastopna dana ili datuma (kao u ponoć u subotu / nedelju ili u ponoć 14/15.)
- da se izbegnu ta određena vremena i da se koristi "11:59 popodne". ili "12:01 a.m." umesto toga. (Ovo je uobičajeno u turističkoj industriji kako bi se izbegla konfuzija sa rasporedom putnika, posebno u rasporedu vozova i aviona.